# Sigbjørn Hølmebakk
Sigbjørn Hølmebakk, född 1922 i Flekkefjord, död 1981, var en norsk författare.
Hølmebakk var bror till förlagsmannen och författaren Gordon Hølmebakk. Han var även aktiv i folkrörelsen mot atomvapen i Norge och en av initiativtagarna till bildandet av Sosialistisk Folkeparti. 1961 skrev han den senare berömda artikeln "Brønnpisserne" om misstänkliggörandet och personförföljelsen av kommunister och andra radikala.
Hølmebakk debuterade litterärt 1950 med novellsamlingen Ikke snakk om høsten. Som författare var han en realist som skrev om existentiella frågor med starka miljöskildringar. Han hann bli en folkkär författare innan sin död vid 59 års ålder.
Flera av Hølmebakks romaner har filmatiserats, Hurra for Andersens 1966 i regi av Knut Andersen, Fimbulvinteren som Brent jord 1969 i regi av Knut Andersen, Jentespranget 1973 i regi av Knud Leif Thomsen och Karjolsteinen 1977, åter i regi av Knut Andersen.